# Drepanosticta clavata
Drepanosticta clavata – gatunek ważki z rodziny Platystictidae.